# Pietro Carbotti
Venerabile Pietro da Martina, al secolo Pietro Carbotti (Martina Franca, ... – Lecce, 1559), è stato un sacerdote cattolico italiano dell'Ordine dei Frati Minori Cappuccini.

## Biografia
È nato da "onorati parenti in Martina" tra il finire del Quattrocento e l'inizio del Cinquecento, arrivato alla giovinezza, gli occorse per disavventura di attaccare una rissa con un suo rivale da cui fu gravemente ferito;  attendendo i medici a guarirgli le ferite del corpo si preoccupò più che del pericolo di vita inflitto dalle gravi ferite, molto più di quelle dell'anima "nel mezzo dei quali viene chi sta nelle pratiche delle vendette, si risolse di medicare la piaga interna": fece quindi chiamare a sé il suo nemico e gli perdonò spontaneamente l'ingiuria e i danni ricevuti, da quel giorno i due si riconciliarono e divennero amici e decise quindi di abbracciare la vita religiosa.Inizialmente si consacrò frate nell'Ordine dei Frati Minori Francescani anticamente detti Frati dell'Osservanza, poi, "anelando a più perfetta osservanza", entrò tra i Frati Cappuccini nel 1535 ove cominciò un noviziato tanto perfetto nell'avvilimento, e dispregio di sé medesimo, nell'umiltà, nell'astinenza, nell'austerità della vita, nell'orazione continua, nella carità e in ogni altra virtù e arrivò a quell'apice di perfezione che crescendo più sempre la fama della sua santità, fu più volte nominato dai Padri, Maestro dei Novizi.

### Il serpente di Potenza
La tradizione dei frati cappuccini, ci ha tramandato la vicenda di un enorme serpente che terrorizzava la città di Potenza dove Pietro Carbotti nel 1558 fu guardiano (così si chiama il superiore della casa) del convento di quella città. Il frate riuscì, dopo intense preghiere a catturare l'enorme rettile con il cordone del suo saio e ad ammansirlo. Della metà del XIX sec (1837) vi è una pregevole tela, opera del pittore martinese Giovanni Caroli, raffigurante il venerabile Pietro Carbotti che ammansisce il serpente di Potenza.

### Annali dell'Ordine dei frati minori cappuccini
Zaccaria Boverio, in Annali dell'Ordine dei frati minori cappuccini ci riporta altri fatti prodigiosi attribuiti a Pietro Carbotti: "fu veramente meraviglioso nelle virtù, quest'uomo celeste, e chiaro per tanti miracoli, che merita il suo nome d'essere registrato nelle sacre tavole, ad eterna memoria senza mai esserne cancellato." "Mentre fa orazione si vede circondato da candida nube".Levitazione: in estasi durante l'"orazione si solleva in alto a vista del popolo"."Provvede con la sua orazione al bisogno dei frati"."Rivela a molti il giorno della sua morte".
Morì in odore di santità nel convento di Rugge, Lecce nel 1559. Il convento di Rugge fu fondato nel 1533 per opera di p. Tullio da Potenza, ex conventuale, considerato il fondatore della Provincia di Puglia, detta anche di S. Girolamo. In esso vi erano i cosiddetti “Cappuccini di Rusce”  [in dialetto Leccese] detta anche "Rugge" ovvero l'Antica Rudiae. Questo convento, essendo misero, fu successivamente abbandonato e i Cappuccini si trasferirono a Lecce, costruendone uno nuovo nel 1570 presso la chiesa di Santa Maria dell'Alto.

## Culto
Si conserva la sua testa murata nella Chiesa dei Cappuccini a Martina Franca, nella parete destra della seconda cappella, traslata a Martina Franca dal canonico Michelangelo Cappellari.
Il 15 ottobre si celebra la memoria del V.P. Pietro Carbotti da Martina.